# صاحب‌گنج
صاحب‌گنج (به انگلیسی: Sahebganj) یک منطقهٔ مسکونی در هند است که در صاحب‌گنج واقع شده‌است.

## خصوصیات
صاحب‌گنج ۱٬۶۰۱ کیلومترمربع مساحت دارد ۱۶ متر بالاتر از سطح دریا واقع شده‌است.